# Фюрно, Карен
Ка́рен Фюрно́ (фр. Karen Furneaux; 23 декабря 1979, Галифакс) — канадская гребчиха-байдарочница, выступала за сборную Канады в конце 1990-х и на всём протяжении 2000-х годов. Участница трёх летних Олимпийских игр, двукратная чемпионка мира, победительница многих регат национального и международного значения.

## Биография
Карен Фюрно родилась 23 декабря 1979 года в городе Галифаксе. Активно заниматься греблей на байдарках начала в раннем детстве, проходила подготовку в гребном клубе «Чима Акватик» в районе Уэверли.
Первого серьёзного успеха на взрослом международном уровне добилась в 1997 году, когда впервые попала в основной состав канадской национальной сборной и побывала на домашнем чемпионате мира в Дартмуте, откуда привезла награду бронзового достоинства, выигранную в зачёте четырёхместных экипажей на дистанции 200 метров. Год спустя на мировом первенстве в венгерском Сегеде одержала победу в двойках с напарницей Мари-Жозе Жибо-Уиме на двухстах метрах, ещё через год на аналогичных соревнованиях в Милане в паре с Каролин Брюне взяла серебро.
Благодаря череде удачных выступлений удостоилась права защищать честь страны на летних Олимпийских играх 2000 года в Сиднее, вместе с той же Брюне дошла до финала полукилометровой программы двоек, но в решающем заезде пришла к финишу лишь пятой. В следующем сезоне на чемпионате мира в польской Познани победила всех своих соперниц в одиночках на двухстах метрах и завоевала тем самым золотую медаль, став таким образом двукратной чемпионкой мира по гребле на байдарках и каноэ. Будучи в числе лидеров канадской гребной команды, благополучно прошла квалификацию на Олимпийские игры 2004 года в Афинах — в зачёте четырёхместных экипажей показала здесь восьмой результат.
После двух Олимпиад Фюрно осталась в основном составе национальной сборной Канады и продолжила принимать участие в крупнейших международных регатах. Так, в 2005 году она выступила на чемпионате мира в хорватском Загребе, где трижды поднималась на пьедестал почёта: в одиночках получила бронзовые награды на двухстах и тысяче метрах, а также серебряную на пятистах. Затем на мировом первенстве в Сегеде добавила в послужной список бронзовую медаль, выигранную в одиночных байдарках на двухсотметровой дистанции. В 2008 году отправилась представлять страну на Олимпийских играх в Пекине, соревновалась здесь как в одиночках, так и в двойках, но в обоих случаях попасть в число призёров не смогла, остановившись на стадии полуфиналов. Последний раз показала сколько-нибудь значимый результат на домашнем мировом первенстве 2009 года в Дартмуте, где стала бронзовой призёршей в эстафете 4 × 200 м. Вскоре Карен Фюрно приняла решение завершить карьеру профессиональной спортсменки, уступив место в сборной молодым канадским гребчихам.